# Aasgard Pass

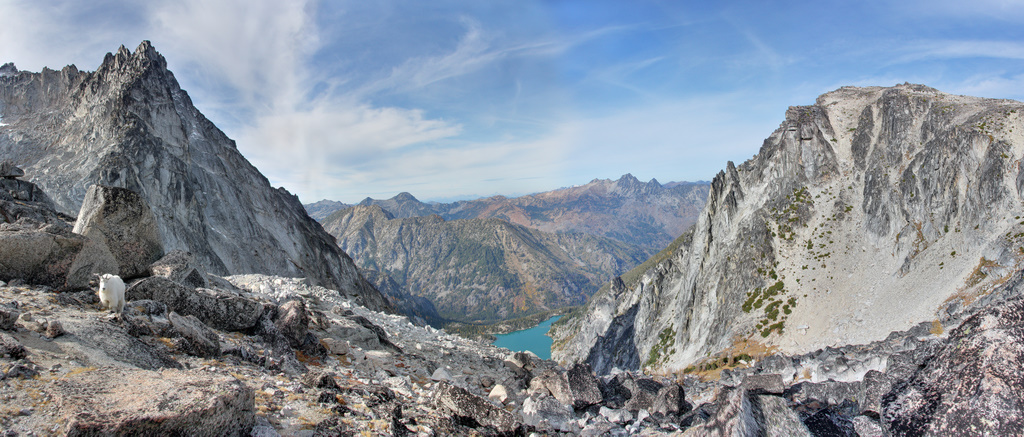
Der Aasgard Pass von oben mit dem Colchuck Lake unterhalb

Der Aasgard Pass, offiziell als Colchuck Pass bezeichnet, ist ein 7.841 ft (2.390 m) hoher Gebirgspass an der Ostseite der Kaskadenkette im US-Bundesstaat Washington, südwestlich von Leavenworth in der Alpine Lakes Wilderness gelegen. Er ist der kürzere und steilere von zwei Zugängen zu The Enchantments, einem von Washingtons beliebtesten Wandergebieten. Er trennt den Colchuck Lake (5.570 ft (1.698 m) hoch) im Nordwesten vom Upper Enchantment Basin (7.500 ft (ca. 2.300 m) hoch) im Südosten. Der Aasgard Pass befindet sich auf dem Sattel zwischen dem Dragontail Peak und den Enchantment Peaks.
Versuche, den offiziellen Namen zu ändern, wurden sowohl 1967 als auch 1988 vom United States Board on Geographic Names abgelehnt; deshalb wird der Pass auf den Karten der United States Geological Survey (USGS) weiterhin als „Colchuck Pass“ geführt. Bergsteiger haben ihn seit langer Zeit als Aasgard Pass bezeichnet, ein Name, der auch von dem bekannten Kletterer und Autor Fred Beckey bevorzugt wurde. Der Name wurde wahrscheinlich von Bill und Peggy Stark geprägt, die Mitte des 20. Jahrhunderts die Enchantments ausgiebig erkundeten und vielen der von A. H. Sylvester, einem führenden Topographen der U.S. Geological Survey vom Wenatchee National Forest und Entdecker in der Region in den frühen 1900er Jahren, vergebenen Namen durch solche aus der nordischen Mythologie ersetzten. Die Benennungsregeln des US Board aus den 1960er Jahren stammten aus einem Mix beider Namenssätze, der offiziell anerkannt wurde. Die aktuelle Politik, keine neuen Namen für geographische Objekte in Wildnisgebieten zuzulassen, wird die restlichen von den Starks vergebenen Namen wohl für immer von einem offiziellen Status ausschließen.

## Unfälle und Todesfälle
Am 6. August 2010 wanderte und glitt (englisch glissading, eine Art kontrollierten Rutschens) ein 52-Jähriger mit seinem Sohn, als er ausrutschte und über 15 ft (5 m) in einen Wasserfall am Aasgard Pass stürzte. Stephen Grate führte Wanderungen in den Gebieten um Renton und Issaquah, um die Geschichte des Kohlebergbaus zu lehren.
Am 3. Juli 2011 glitt eine 21-jährige Studentin der Pacific Lutheran University namens Julia A. Rutherford gemeinsam mit einer Gruppe den Aasgard Pass hinunter, als sie ausrutschte und in einer Gletscherspalte in fließendes Wasser geriet. Offizielle Stellen gehen davon aus, dass sie um 00:30 Uhr in das Wasser fiel und bei den eiskalten Temperaturen wahrscheinlich nicht länger als 20 Minuten überlebt hat.
Am 5. Juni 2016 fiel ein 24-Jähriger namens Qi He in ein Wasserfall-Loch und starb. Aufgrund der Schneedecke konnten Rettungskräfte seine Leiche erst einen Monat nach dem Unfall bergen. Seine Familie forderte von den Behörden die Aufstellung von Warnhinweisen an den Einstiegspunkten der Wanderwege am Colchuck Lake und in den Enchantments, um künftigen Unfällen vorzubeugen.
Am 5. Juni 2017 wiederholte sich ein solcher Unfall, bei dem der 19-jährige Benjamin Gore aus  Mercer Island wahrscheinlich  um 17 Uhr in dasselbe Wasserfall-Loch fiel. Seine Leiche wurde aufgrund der Schneedecke und des schnell fließenden Wassers erst am 25. Juni geborgen.
Im Mai 1998 rutschte Steve Smith, ein Bergsteiger-Lehrer, in einen Wasserfall unter der Schneedecke; er begann zu klettern und sich herauszugraben und dokumentierte seine Erfahrungen online im Blog von The Mountaineers, damit andere daraus lernen könnten.